# Zastava Master FLG
Zastava Master FLG — югославский пистолет-пулемёт калибра 9 мм, производившийся в 1990-е годы компанией «Застава Оружие». Предназначался для полиции и сил специального назначения.

## Описание
Автоматика FLG основана на механизме отвода пороховых газов, идентичном в Zastava M70. Внешний вид оружия частично основан на немецком HK MP5A5 (пистолетная рукоятка), частично на АК (пламегаситель и складной приклад); пистолет-пулемёт изготавливался из стали и пластика. Особое внимание конструкторы уделяли безопасности оружия и эргономике для предотвращения случайного выстрела при падении оружия, вследствие чего стрельба ведётся с закрытого и полностью запертого поворотного затвора. Если затвор закрыт не полностью, то УСМ блокируется. Возможно ведение стрельбы в одиночном и непрерывном режиме: для выполнения основных операций не обязательно убирать палец со спускового крючка. Есть верхняя и нижняя защёлки магазина, разработанные специально как для правшей, так и для левшей. Для питания используются уникальные двухрядные коробчатые магазины на 20 и 30 патронов, которые не совместимы с другим оружием (аналогично несовместимы и другие магазины с FLG).
В связи со вторжением НАТО в Югославию государственные заводы «Застава Оружие» вынуждены были перебраться в Афины, где и производили в дальнейшем оружие, получив наименование AWT (Advanced Weapons Technology, Ltd.). Там же производились и пистолеты-пулемёты из серии «Master»: M-97 (он же Zastava M97, копия Mini-Uzi), M-97K (модификация) и FLG в трёх вариантах: Master FLG (базовая версия), FLG P (со встроенным глушителем M.91-4) и FLG K (с укороченным стволом и вертикально направленной рукояткой).
Оружие преимущественно экспортировалось за рубеж для нужд спецподразделений армии и полиции, но практически не использовалось в Югославии.